# 백치
백치(白痴, idiot)는 지능 지수가 아주 낮은 사람들을 말한다.
'백치'는 이전에 정신 연령이 2세 이하이고 사람이 일반적인 신체적 위험으로부터 자신을 보호할 수 없는 심각한 지적 장애를 가리키는 법적 및 정신과적 맥락의 기술 용어였다. 이 용어는 점차 '심각한 정신 지체'로 대체되었고 이후 다른 용어로 대체되었다. moron, imbecile, retard, cretin과 같은 용어와 함께 정신 장애가 있는 사람을 설명하는데 사용하는 것은 구식이고 공격적인 것으로 간주된다. 도덕적 어리 석음은 도덕적 장애를 의미한다.